# Eugenia strigipes
Eugenia strigipes är en myrtenväxtart som beskrevs av Otto Karl Berg. Eugenia strigipes ingår i släktet Eugenia och familjen myrtenväxter. Inga underarter finns listade i Catalogue of Life.